# 租書店

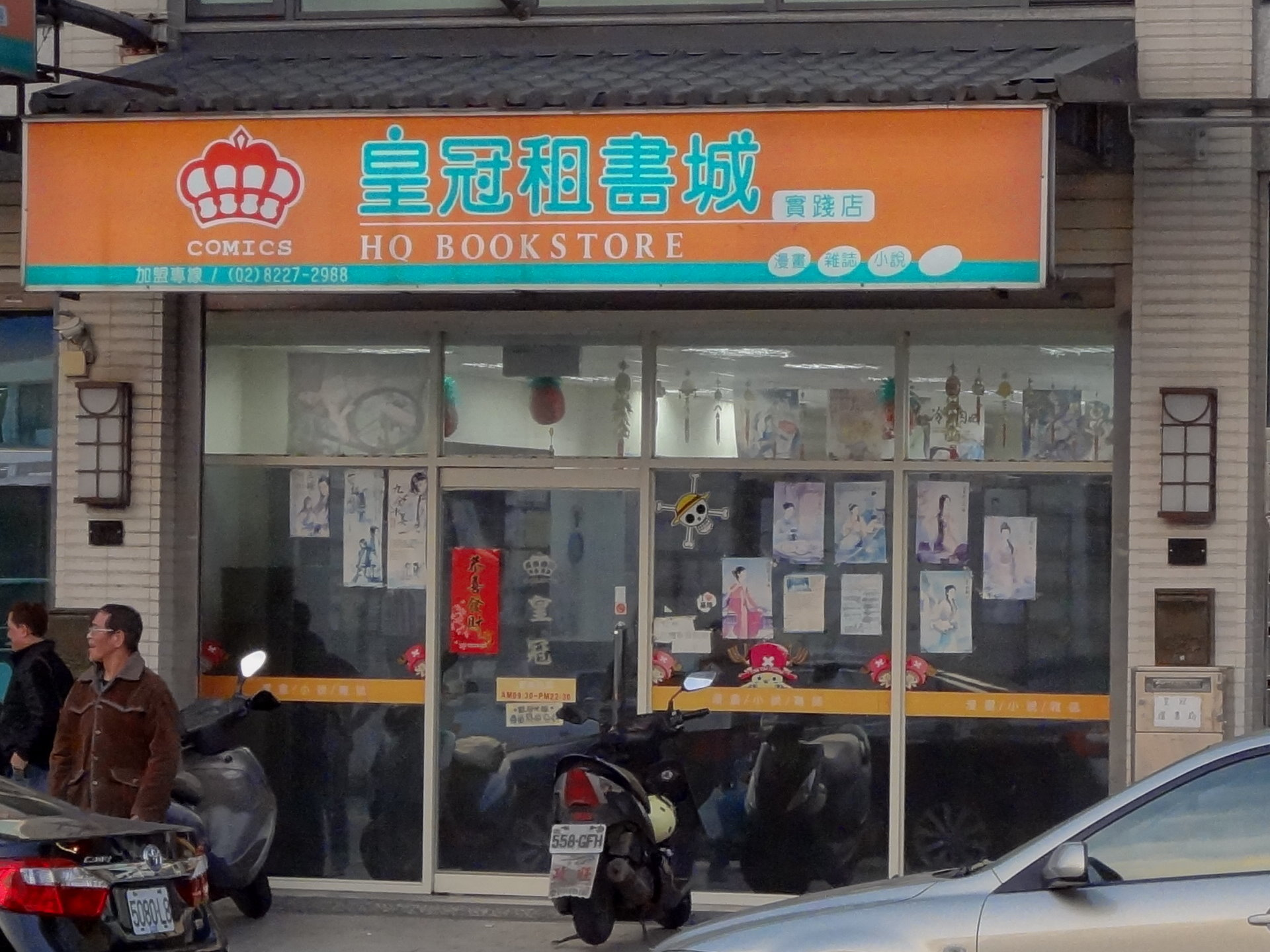
位於台灣的連鎖租書店

租書店是購入書籍並以其出租來獲得利潤的店家，租金通常是以一定比例的定價來訂。讀者支付租金後可直接在店內閱讀，或是帶出閱讀，在規定期限之前歸還。
一般租書店內的書籍以漫畫、小說或雜誌等休閒性書刊為主，由於休閒性書刊大多看過一兩次之後即很少再看，因此讀者為省錢便會在租書店租借。連鎖租書店的通路被認為是一筆不小的利潤，許多出版社靠出租店的訂單維生，而出租店也藉此壓低進書的成本。
除了租書外，部分店家亦利用通路之便幫客人訂書或者販售相關產品（如：書套），近來租書店也越來越多元化，還提供VCD、DVD-Video及藍光光碟之租借，也可網路預定書籍。租書店還提供二手漫畫的買賣以及交流，過期的漫畫週刊租書店會以蒐集成一個月或是一季的方式販售，價錢通常都便宜許多。
但網際網路普及之後，網路上有許多合法或非法的電子書可以在線上或下載閱讀，逐漸影響到租書店的生意。